# Walter Löber
Walter Löber (né le 29 juin 1909 à Francfort) est un coureur cycliste allemand. Professionnel de 1937 à 1939, il remporte notamment le championnat d'Allemagne sur route en 1939. Après la Seconde Guerre mondiale, il reprend sa carrière et y met fin en 1946.

## Palmarès
- 1934
  - 2e du Tour de Cologne amateurs
  - 2e du Rund um Berlin amateurs
- 1935
  - 3e du Tour de la Hainleite
- 1937
  - Berlin-Leipzig (de)
- 1939
  -  Champion d'Allemagne sur route